# John Murphy (Fußballspieler, 1872)
John Murphy (* 1872 in Nottingham; † 1924) war ein englischer Fußballspieler.

## Sportlicher Werdegang
Murphy begann mit dem Fußballspielen bei Hucknall St. John’s. 1896 wechselte er zu Notts County, der Klub trat seinerzeit in der Second Division an. Beim Zweitligisten zeigte der Halbstürmer sich in der Spielzeit 1896/97 torgefährlich, mit 24 Saisontoren wurde er gleichauf mit Teamkamerad Tom Boucher Torschützenkönig und führte die Mannschaft zur Zweitligameisterschaft. In den anschließenden Testspielen – seinerzeit gab es keine Regelungen für den automatischen Aufstieg – blieb er mit der Mannschaft um Tom Prescott, Davie Calderhead, William Smith und Torhüter George Toone gegen den AFC Sunderland, den FC Burnley und Newton Heath ohne Niederlage, anschließend erhielt der Klub eine Mehrheit der Stimmen des Ligaverbands für den Wiederaufstieg in die First Division.
Nachdem Murphy in der höchsten Spielklasse kaum zum Zug gekommen war, wechselte er 1898 zu Bristol City in die Southern Football League, kehrte aber nach einer Spielzeit der Profiliga den Rücken und schloss sich South Shields Adelaide an. Im November 1900 wechselte er zu den Doncaster Rovers in die Midland Football League. In der Zweitliga-Saison 1901/02 feierte er sein Comeback in der Second Division, als der Klub in die Football League aufgenommen worden war. Bis 1904 trat er hier noch mit der Mannschaft an.
| Personendaten    | Personendaten             |
| ---------------- | ------------------------- |
| NAME             | Murphy, John              |
| KURZBESCHREIBUNG | englischer Fußballspieler |
| GEBURTSDATUM     | 1872                      |
| GEBURTSORT       | Nottingham, England       |
| STERBEDATUM      | 1924                      |